# Myers Briggs Type Indicator
Pour les articles homonymes, voir Myers et Briggs.
 (septembre 2018).
Si vous disposez d'ouvrages ou d'articles de référence ou si vous connaissez des sites web de qualité traitant du thème abordé ici, merci de compléter l'article en donnant les références utiles à sa vérifiabilité et en les liant à la section « Notes et références ».

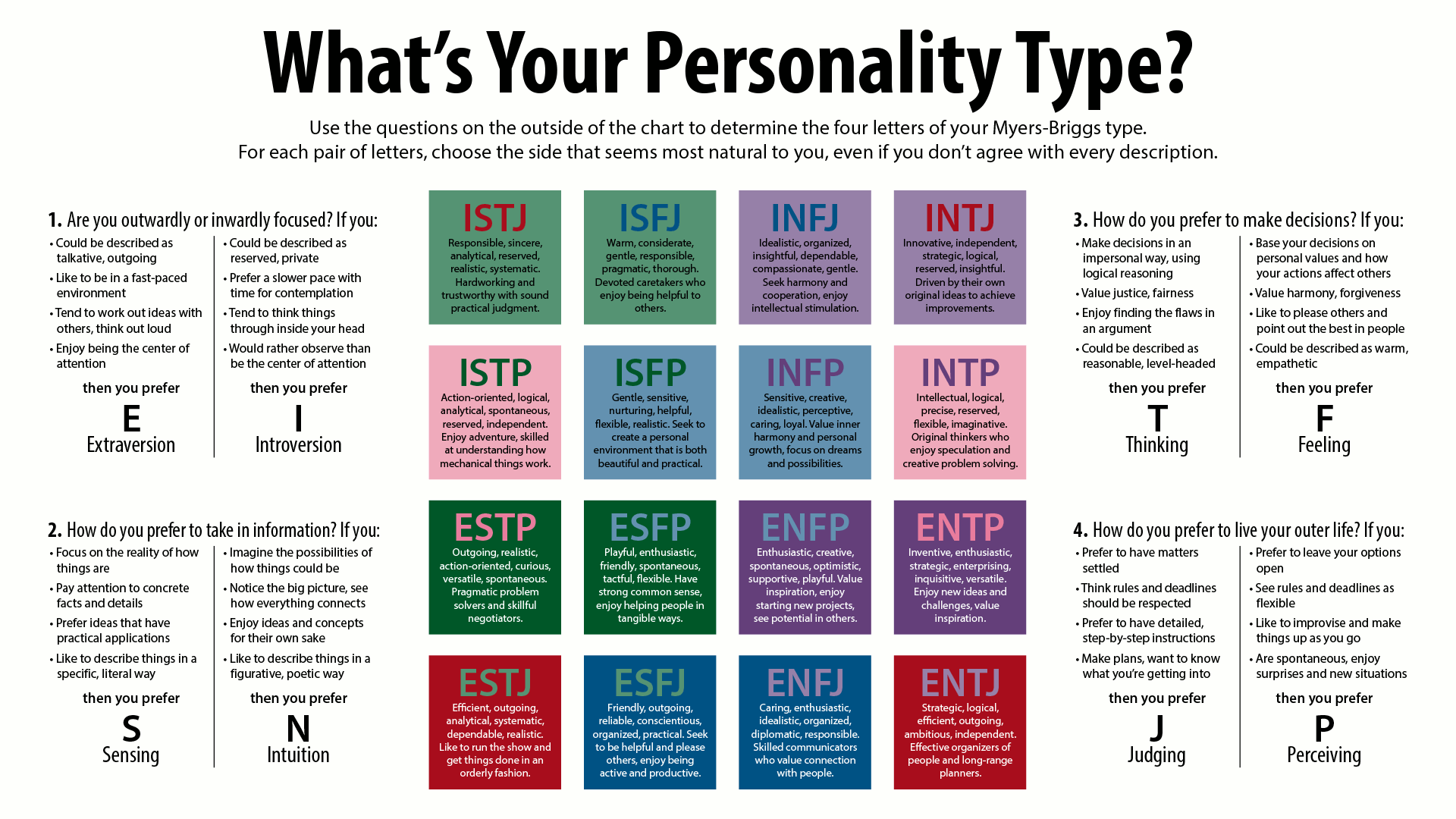
Tableau synoptique qui recense les types de personnalités du MBTI.

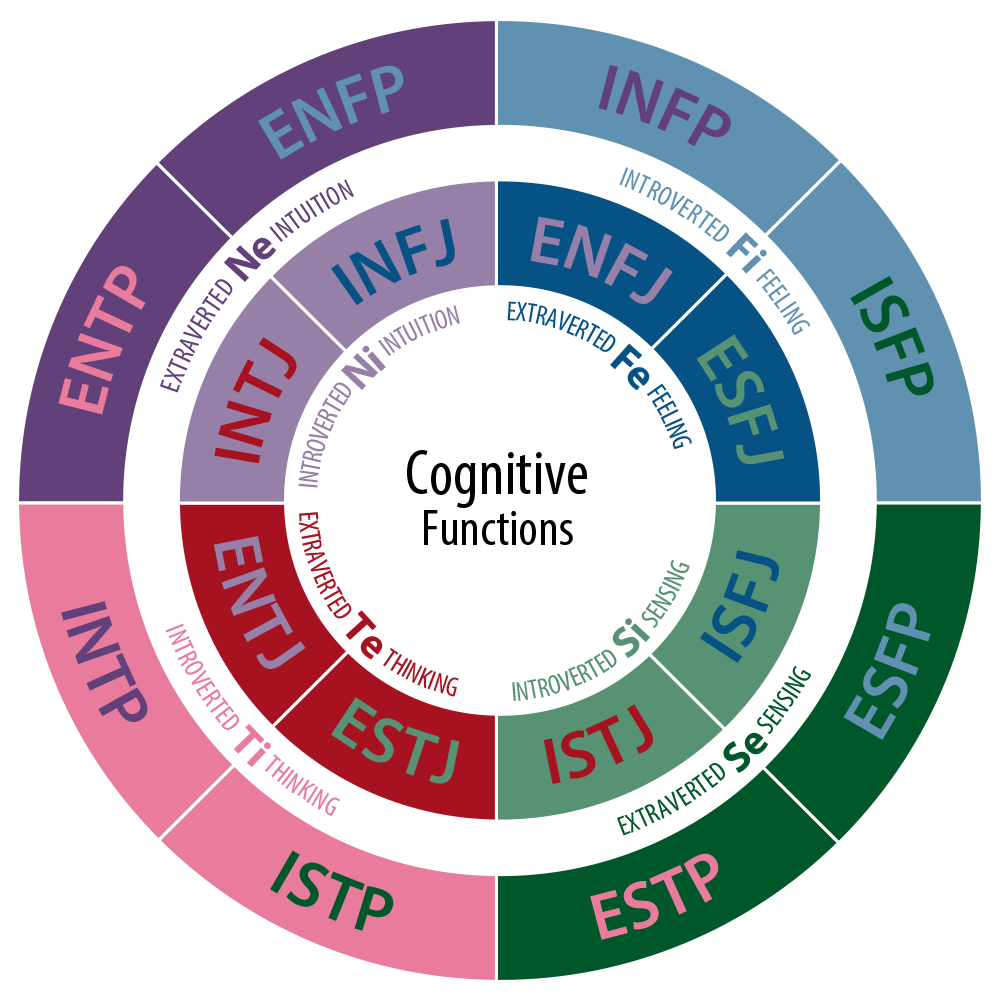
Les fonctions psychologiques.

Le Myers Briggs Type Indicator (MBTI) est un modèle et outil d'évaluation de la personnalité, controversé (qualifié de pseudo-psychologique), déterminant le type psychologique d'un sujet parmi seize types différents, suivant une méthode développée dans les années 1940 et publiée en 1962 par Katherine Cook Briggs et sa fille Isabel Briggs Myers, sur la base de la théorie de Jung voulant que chaque personne ait des préférences psychologiques pour la perception et la prise de décision, préférences pouvant être classées dans quatre dimensions :
1. - extraversion (E)-introversion (I) ;
2. - sensation (S)-intuition (N) ;
3. - pensée (T)-sentiment (F) ;
4. - jugement (J)-perception (P).

Ce modèle est l'un des plus populaires pour identifier des dominantes psychologiques chez les personnes, dans des cadres liés au management, au développement personnel, à l'orientation et à la gestion de carrière, ou de problèmes de relations interpersonnelles, mais il repose sur une théorie jungienne controversée : il est qualifié de pseudoscientifique, par exemple par B. Thyer (2015) puis par Stein et al en 2019 dans le domaine du coaching sportif. Il n'est pas utilisé par une grande majorité des praticiens[réf. souhaitée].
Le MBTI est largement considéré comme « totalement dépourvu d'une quelconque valeur scientifique » par le monde universitaire. Selon Adam Grant, professeur à l’Université de Pennsylvanie : « Il n’existe aucune preuve scientifique soutenant la validité de ce test. Les traits qu’il mesure n'ont absolument aucun pouvoir prédictif. » Selon Joseph Stromberg, professeur à l'Université de Caroline du Nord à Chapel Hill : « Plusieurs études ont montré que le MBTI est totalement inefficace pour prédire la réussite des individus dans une variété d'occupations professionnelles, et qu’environ la moitié des personnes qui le passent deux fois obtiennent des résultats différents à chaque fois. ». Le MBTI est très répandu dans le monde professionnel et les grandes entreprises malgré l'absence de données empiriques permettant de soutenir que certaines personnalités seraient plus adaptées que d'autres pour certaines occupations professionnelles. Selon David J. Pittenger, professeur à l'Université Marshall : « Rien de permet de montrer que les ESFP sont meilleurs ou moins bons que les INTJ en tant que vendeurs. Il n'y a aucune donnée qui suggère que certains profils soient plus adaptés à certains postes que d'autres »,. 
L'indicateur présente d'importantes lacunes scientifiques (psychométriques), notamment :
- une faible validité (c'est-à-dire ne pas mesurer ce qu'il est censé mesurer, ne pas avoir de pouvoir prédictif ou ne pas avoir d'items qui peuvent être généralisés) ;
- une mauvaise fiabilité (donnant des résultats différents pour la même personne à différentes occasions) ; Bess et Harvey, en 2002, soulignent l’absence d’échelle intégrée permettant d'évaluer l’incohérence ou une éventuelle exagération des réponses (autrement dit, il est difficile de juger si un individu répond honnêtement au questionnaire)[10] ;
- une mesure de catégories qui ne sont pas indépendantes (il a été noté que certains traits dichotomiques sont en corrélation les uns avec les autres) ;
- la non-exhaustivité (en raison de l'absence du neuroticisme)[11],[12],[13],[14].

Robert Hogan, professeur à l'Université John Hopkins, a qualifié, de manière célèbre, le test Myers-Briggs de « guère plus qu’un biscuit chinois ». Pour Ronald Riggio, professeur à Claremont McKenna College : « Essentiellement, d'un point de vue scientifique, les tests MBTI sont équivalents à des horoscopes. »

## Origine et Histoire
Dans le cadre de la psychologie analytique, Carl Gustav Jung (1875-1961), psychiatre suisse, a amené des éléments théoriques dont l'existence des « types psychologiques ». Cette invention, la typologie jungienne, a été publiée en 1921 en allemand, dans l'ouvrage du même nom.
À partir de son invention des types psychologiques, des chercheurs ont développé des approches théoriques, dont la socionique en Union soviétique et le MBTI aux États-Unis, développé par Isabel Briggs Myers (1897-1980) et sa mère, Katherine Cook Briggs  (1875-1968). Pendant 40 ans, elles ont travaillé sur ces aspects de la théorie pour aboutir à la création du MBTI. 
Le Myers-Briggs Type Indicator (MBTI) a été révisé plusieurs fois, avec quelques dates clés :
- 1943 : La première version du questionnaire (dite Form A), a été déposée sous droits d'auteur[18] ;
- 1962 : Isabel Briggs Myers a auto-publié "Introduction to Type" et l'Educational Testing Services (ETS) a publié une version de recherche de l'instrument MBTI ainsi que le Manuel MBTI[18] ;
- 1975 : CPP, Inc. (anciennement Consulting Psychologists Press) est devenu l'éditeur officiel de l'outil MBTI (plusieurs fois révisé)[18].
- 1989 : The Myers-Briggs Company a commencé à former des praticiens pour l'utilisation du MBTI qui est actuellement mis à jour et distribué exclusivement par The Myers Briggs Company[18].

Le MBTI reste très populaire (utilisé par près de deux millions de personnes chaque année aux États-Unis).

## Les préférences du MBTI

Tableau illustré expliquant les quatre dimensions du MBTI.

Le questionnaire proprement dit a pour finalité d'accompagner la validation de la fonction dominante et de la fonction auxiliaire du sujet, suivant le type psychologique proposé par Jung. 
Dans ce but, le questionnaire détermine les préférences du sujet suivant quatre axes présentés dans le tableau récapitulatif ci-dessous :
- l'orientation de l'énergie entre E Extraversion et I Introversion permet de déterminer si la fonction principale est introvertie ou extravertie ;
- la manière privilégiée pour recueillir de l'information, entre S Sensation et N Intuition, permet de déterminer lequel de ces aspects est le mieux maîtrisé par le sujet (sous forme de fonction dominante ou auxiliaire) ;
- de même, le traitement privilégié pour la prise de décision, entre T Pensée et F Sentiment, détermine laquelle des deux est la fonction privilégiée (sous forme de fonction dominante ou auxiliaire).

Cependant, ces trois préférences ne permettent pas de distinguer entre la fonction dominante et l'auxiliaire.
Afin de connaître quel genre de fonction (perceptuelle ou de jugement) est la plus forte, Isabel B. Myers a conçu, en 1980, la polarité Jugement-Perception en se fondant sur la distinction faite par Jung entre les types irrationnels (perception) et les types rationnels (jugement). Pour les types irrationnels, d'après Jung, c'est la perception (sensation ou intuition) qui est extravertie ; tandis que pour les types rationnels c'est le jugement (pensée ou sentiment) qui l'est. Le questionnaire sur cette quatrième préférence permet ainsi de déterminer laquelle des deux fonctions est la fonction principale du sujet.
C’est ainsi que les seize types psychologiques de base se sont développés.
Les préférences sont donc finalement les suivantes :
| Domaines                               | Types                           |
| -------------------------------------- | ------------------------------- |
| Orientation de l'énergie               | E Extraversion / I Introversion |
| Recueil d'information (Perception)     | S Sensation / N Intuition       |
| Prise de décision (Jugement)           | T Pensée / F Sentiment          |
| Mode d'action (axe qui est extraverti) | J Jugement / P Perception       |

L'indicateur MBTI identifie alors 16 grands types de personnalité à partir des deux préférences possibles sur chacune des 4 dimensions précédentes.
La connaissance des 4 préférences d'un sujet indiquerait son type MBTI. Ils sont donc au nombre de 16.
Le tableau ci-dessous présente la répartition des profils MBTI parmi les populations.
| ISFJ  | 13 %     |
| ISTJ  | 12,50 %  |
| ESFJ  | 11 %     |
| ESTJ  | 9 %      |
| ENFP  | 7 %      |
| ISTP  | 7 %      |
| ESFP  | 6,50 %   |
| ISFP  | 6 %      |
| ESTP  | 6 %      |
| ENTP  | 5,50 %   |
| INFP  | 5 %      |
| INTP  | 4,50 %   |
| ENFJ  | 2,50 %   |
| ENTJ  | 2 %      |
| INTJ  | 1,50 %   |
| INFJ  | 1 %      |
|       |          |
| total | 100,00 % |

Le questionnaire indique le pourcentage de clarté dans le choix des réponses : il s'agit de la constance du choix d'une réponse plutôt qu'une autre, lorsque la personne a répondu au questionnaire. On peut comparer cette information à la clarté d'une photographie : parfois la photo est claire, parfois elle est plus ou moins floue, même avec un appareil photo de grande qualité. Le questionnaire MBTI est psychométriquement fidèle et valide, mais il existe toujours des biais : c'est un peu comme si l'individu était en train de bouger ou était de profil alors qu'on attendait une photo de face.
Dans la mesure où on parle de préférence, comme main gauche ou main droite, il n'y a pas d'intensité - un individu n'est pas très droitier ou très gaucher. La préférence est innée et ne change pas : si un individu est droitier, il ne va pas se réveiller gaucher le lendemain matin, et inversement. En revanche, chacun peut sortir de sa zone de confort et entraîner le côté non-préféré, en développant plus de dextérité.

## Correspondance entre MBTI et fonctions psychologiques de Jung
Dans le type MBTI, les fonctions dominantes et auxiliaires sont codées de la manière suivante :
- La première lettre indique si la fonction dominante est introvertie (I) ou extravertie (E) ;
- La quatrième lettre donne la préférence qui est extravertie, l'axe de la Perception (P) ou celui du Jugement (J). Combinée à la première lettre, on peut en déduire sur quel axe est la fonction dominante : pour les ExxP et IxxJ, la fonction dominante est donnée par la deuxième lettre, et par la troisième pour les IxxP et ExxJ.

Outre les fonctions dominante et auxiliaire, on définit également les fonctions tertiaire et inférieure, respectivement complémentaires des fonctions auxiliaire et dominante.
Par exemple, chez un sujet dont le type MBTI est INTP, c'est l'axe de la Perception (P) qui est extraverti, la fonction principale (qui est introvertie, i) est donc celle de l'axe du jugement, la troisième lettre, ici orientée sur la pensée (T). Il aura donc :
- pour fonction dominante la pensée (T) Introvertie (Ti, la première et la troisième lettre) ;
- comme fonction auxiliaire l'intuition Extravertie (Ne, la deuxième lettre, et l'opposée de la première) ;
- il pourra développer une fonction tertiaire de Sensation Introvertie (Si, complément de la fonction auxiliaire) ;
- sa fonction inférieure est le Sentiment (F) Extraverti (Fe, complément de la fonction dominante).

## Applications dans le domaine professionnel

### Domaines d'utilisation professionnelle
Selon le Center for Applications of Psychological Type, environ 2 millions de personnes par an effectuent le questionnaire MBTI.
L’indicateur peut être utilisé en éducation, en counseling, ainsi que dans toute situation qui demande de la coopération ou du travail d’équipe auprès des adolescents de 16 ans et plus et des adultes.
OPP, qui détient les droits d'utilisation du questionnaire en Europe, précise qu'il « aide à améliorer les relations personnelles et professionnelles, augmente la productivité et permet d'identifier les préférences en matière de leadership et de communication ». Des écoles l'utilisent pour leurs conseils d'orientation. OPP a rejoint The Myers-Briggs Company en 2018.

### Forme officielle du questionnaire
Il existe quatre formes du MBTI américain. Elles diffèrent par le nombre de questions posées (de 93 à 222), par le mode d'emploi (auto-analyse ou analyse par un tiers) et par le contexte d'emploi (forme simple, analyse de facettes au sein des différents types, etc.).

### Protection légale
Le MBTI est une marque déposée par la fondation Myers Briggs. De ce fait, seuls les praticiens licenciés à cette fin peuvent faire passer officiellement un « questionnaire MBTI® », faute de quoi la pratique affichée d'un tel questionnaire constitue une contrefaçon.
Le questionnaire officiel est payant et il est nécessaire d'être certifié pour le faire passer. Cette certification inclut le respect d'un code de déontologie (par exemple, il n'est pas éthique de faire passer le MBTI dans le cadre d'un entretien d'embauche).

### Détermination gratuite du type MBTI
Le type MBTI (par exemple : ISTJ, ENFP…) peut se déduire des deux premières fonctions (dominante et auxiliaire).
Dès lors, n'importe quelle méthode permettant d'identifier correctement la fonction dominante et la fonction auxiliaire du sujet conduirait à un résultat équivalent.
Même si le questionnaire particulier édité par la fondation Myers Briggs ne peut pas être employé sans son autorisation (il est protégé dans sa forme particulière par le droit d'auteur), un questionnaire équivalent, s'il employait la même manière de nommer le résultat, c'est-à-dire la nomenclature introduite par Myers et Briggs, tomberait sous le régime du droit de courte citation par rapport à cette œuvre.

## Fiabilité du questionnaire officiel et des «tests»
Selon son éditeur, le questionnaire MBTI officiel est psychométriquement fidèle (fidélité test-retest et consistance interne) et valide (validité apparente, de contenu, de construction et critérielle),,,,,. La quasi-totalité des données appuyant cette conclusion ont toutefois été collectées par la fondation Myers-Briggs ou ses affiliés, ce qui pose d'importants problèmes de biais et de conflits d'intérêts. À l'inverse, les faibles qualités psychométriques du MBTI font globalement consensus chez les chercheurs en psychologie,.
Selon l'éditeur, le MBTI n'est pas un « test » mais un indicateur, dont la découverte passe par un « questionnaire » et un entretien de découverte avec un praticien, au moins des lectures approfondies. Toujours selon l'éditeur, on parle de « questionnaire » et non de « test » pour limiter certains biais lors de la passation, notamment en termes de désirabilité sociale, mais aussi parce qu'il n'y a pas de bonnes ou de mauvaises réponses dans le modèle MBTI. Tous les types MBTI se valent : le MBTI est utilisé en développement, il est inadapté à la sélection et au recrutement. Cet argument néglige toutefois le fait que les questionnaires constituent des tests psychologiques à part entière, qui doivent être soumis aux mêmes règles de qualité psychométrique que les autres tests,,.
Il est difficile de considérer comme fiables les « tests » trouvés sur internet, car les consignes sont données de façon approximative (en outre, souvent ces outils ne respectent pas le droit d'auteur). Par ailleurs, la démarche du MBTI est supposée intégrer les types validés grâce à un entretien de découverte : le MBTI est un indicateur auto-diagnostique : c'est l'individu qui valide son type, le questionnaire et l'entretien sont deux éléments essentiels du processus de validation, avec parfois besoin de temps. Les outils gratuits en ligne donnent donc une vision biaisée de la typologie jungienne, qui ouvre sur la dynamique du type et son développement dans le temps.
De nombreuses critiques existent sur le MBTI, souvent déclenchées par la différence entre le type apparent (qui apparait sur la « photo » donnée par le questionnaire) et le type validé par l'individu, qui par définition ne change pas, car il est basé sur le concept jungien de « préférence ». L'expression des préférences en termes de comportement peut évoluer avec le temps, selon ce que Jung appelle le « processus d'individuation » : le MBTI Niveau II permet d'identifier cette expression, via un questionnaire plus complet, qui intègre les stratégies d'adaptation de l'individu, conscientes ou inconscientes.
Certaines critiques portent aussi sur le fait que Isabel Briggs Myers et Katherine Cook Briggs, les deux cocréatrices du questionnaire officiel, n'ont pas eu de formation en psychologie.
L'une des principales limites du MBTI est sa faible fidélité test-retest, autrement dit, la faible stabilité des résultats qu'il produit. En général, environ la moitié des répondants changent de profil lorsqu'ils repassent le test une seconde fois, même lorsque la seconde passation n'a lieu que quelques semaines après la première,. Plus généralement, il existe de nombreuses critiques quant à la validité même du modèle, qui néglige de nombreux aspects des connaissances contemporaines sur la personnalité : il est par exemple admis en psychologie que la personnalité ne se divise pas en types bien distincts (« introverti » vs. « extraverti »), mais forme des dimensions continues (« légèrement introverti »),. Ces limites expliquent que le MBTI ne soit jamais utilisé dans le champ académique en psychologie,.
Une autre limite du MBTI est qu'il ne peut s'adresser qu'aux personnes neurotypiques. Le MBTI est en effet incapable d'identifier les problèmes de santé mentale.